# Clivia (planten)
Clivia of de Sint-Jozefplant is een geslacht uit de narcisfamilie (Amaryllidaceae). Het geslacht werd door John Lindley vernoemd naar Lady Charlotte Florentine Clive, hertogin van Northumberland en gouvernante van koningin Victoria. De eerste, uit Zuid-Afrika geïmporteerde clivia's bloeiden op haar landgoed Almwick.
Het zijn kruidachtige, overblijvende planten met donkergroene bladeren en oranje of oranjerode clusters van bloemen die op lelies lijken. Vaak worden Clivia's abusievelijk genoemd onder bolgewassen, ze hebben echter geen bollen maar vlezige wortels.
Clivia-soorten worden vaak als sierplanten gebruikt, met name Clivia miniata. Van deze soort worden hybrides wereldwijd gecultiveerd met bloemen in kleuren van diep oranjerood tot lichtgeel.
Tot 2002 waren vier soorten bekend, alle uit het oosten van Zuid-Afrika. Het zijn schaduwminnende soorten, die gedijen in gebieden met veel regenval in de zomer. De vijfde soort werd gevonden in het westen van Zuid-Afrika, in compleet andere, semi-aride klimaatomstandigheden en kreeg daarom de naam Clivia mirabilis.
Clivia bevat lycorine, een giftig alkaloïde, dat bij meerdere geslachten in de narcisfamilie voorkomt.
Clivia kan worden vermeerderd door zaad te winnen, door worteluitlopers met minstens vier bladeren op te potten en door een bladstek te nemen van het topeind van een blad.

## Soorten[1]
- Clivia caulescens R.A.Dyer
- Clivia gardenii Hook.
- Clivia miniata (Lindl.) Verschaff.
- Clivia mirabilis Rourke
- Clivia nobilis Lindl.
- Clivia robusta B.G.Murray, Ran, de Lange, Hammett, Truter & Swanev.

## Hybride
- Clivia ×nimbicola Swanev., Truter & A.E.van Wyk

... · 
Acis · 
Amaryllis · 
Boophone · 
Clivia · 
Crinum (Haaklelie) · 
Galanthus (Sneeuwklokje) · 
Hippeastrum · 
Hymenocallis · 
Leucojum (Narcisklokje) · 
Narcissus (Narcis) · 
Pancratium · 
Scadoxus · 
Sprekelia · 
Sternbergia · 
...